# Nijō
Nijō (後深草院二条 (Hậu Thâm Thảo Viện Nhị Điều) Go-Fukakusain no Nijō) (1258 – khoảng sau năm 1307) là một phụ nữ quý tộc và là một nhà thơ của Nhật Bản. Bà từng là phi tần của Thiên hoàng Go-Fukakusa từ năm 1271 đến 1283, sau đó xuống tóc quy y. Sau chuyến du ngoạn trong các năm 1304–1307, bà đã viết hồi ký Towazugatari (còn gọi là "Câu chuyện về phu nhân Nijō") Đây là tác phẩm khiến bà được hậu thế nhớ đến, và cũng là tài liệu duy nhất cho biết cụ thể về cuộc đời của bà.

## Tiểu sử
Phu nhân Nijō xuất thân từ gia tộc Koga, một nhánh của gia tộc Minamoto và là hậu duệ của Thiên hoàng Murakami, được thành lập bởi Hoàng tử Tomohira, con trai thứ bảy của ông. Địa vị của gia tộc tại triều đình được xác lập thông qua lòng trung thành của con trai Tomohira, tức Minamoto no Morofusa với Thiên hoàng Go-Sanjō. Cha và ông nội của phu nhân Nijō đều giữ những chức vụ quan trọng trong triều đình, và nhiều người trong gia tộc của bà được đánh giá cao về khả năng văn chương. Không ai biết tên thật của bà. Cái tên "Nijō" (Nhị Điều) là phong hiệu mà triều đình ban cho bà. Theo truyền thống, mệnh phụ phu nhân đều được gọi bằng phong hiệu chỉ phẩm cấp. Phu nhân Nijō cũng không ngoại lệ, chứng tỏ rằng bà có mối liên hệ mật thiết đến gia đình hoàng thất.
Theo hồi ký Towazugatari, Thiên hoàng Go-Fukakusa sủng ái thân mẫu của Nijō, phu nhân Sukedai. Tuy nhiên, Sukedai đã qua đời ngay sau khi sinh con, và Thiên hoàng Go-Fukakusa bắt đầu để ý tới con gái bà là Nijō. Nijō nhập cung và sống trong hoàng thành từ năm 4 tuổi. Năm 1271, bà được cha gả cho Thiên hoàng Go-Fukakusa và trở thành cung phi. Phu nhân Nijō được coi là chính thất (seisai) hay chỉ là thứ thất (meshudo) vẫn còn là nghi vấn. Điều này bắt nguồn từ hai cách diễn giải mâu thuẫn nhau trong cuốn hồi ký.
Nijō đã gặp phải nhiều khó khăn khi sống trong hậu cung. Cha bà, người hậu thuẫn duy nhất của bà, qua đời khi bà 15 tuổi. Vì vậy, cuộc sống của bà trở nên khó khăn. Mối quan hệ giữa bà và Thiên hoàng cũng trở nên lạnh nhạt, bởi lẽ bà đã qua lại với nhiều nhân tình trong thời gian dài, một trong số đó là người mà bà đem lòng yêu trước khi trở thành phi tần hậu cung. Khi Nijō mang thai, đã có nhiều mối nghi ngờ phía sau. Đứa con duy nhất mà bà sinh cho Thiên hoàng Go-Fukakusa đã mất khi còn nhỏ, và ba đứa con sau của bà bị đồn không phải con ruột của Thiên hoàng. Chính cung của Thiên hoàng Go-Fukakusa, Hoàng hậu Higashi-nijō (hay Fujiwara no Kimiko), không hài lòng với cách cư xử của Nijō và sự sủng ái của ông với bà. Cuối cùng, do sự tố cáo của Higashi-nijō mà phu nhân Nijō bị buộc phải rời khỏi cung vào năm 1283.

## Cuối đời
Cuộc sống của Nijō sau khi xuất cung được tiết lộ trong quyển 4 và 5 của Towazugatari. Theo truyền thống của một phụ nữ quý tộc, Nijō trở thành một nữ tu sĩ Phật giáo. Bà đã du hành đến những di tích lịch sử và thắng cảnh. Theo bà là Saigyō, có một vị linh mục và nhà thơ nổi tiếng. Họ thường xuyên trở lại kinh thành. Kimura Saeko nói rằng một số chuyến thăm được mô tả trong tác phẩm là không có thật. Quyển 4 được sáng tác năm 1289, bị thiếu một vài năm, khiến các học giả tin rằng một số tài liệu có thể đã thất lạc. Quyển 5 mô tả nỗi đau buồn của Nijō trước tin Thiên hoàng Go-Fukakusa băng hà vào năm 1304. Towazugatari kết thúc vào năm 1306, và từ đó không có bất kỳ ghi chép nào về cuộc sống về sau cũng như việc bà qua đời.

## Về tác phẩm "Towazugatari"
Towazugatari đã được viết vào năm 1307 và bao gồm các sự kiện trong cuộc đời Nijō từ năm 1271 đến năm 1306. Tác phẩm được coi là một trong những tác phẩm vĩ đại nhất của văn học Nhật Bản, và một tài liệu hiếm hoi về các sự kiện thường không được ghi lại trong các tác phẩm văn học Nhật Bản thời kỳ tiền hiện đại, chẳng hạn như việc cưỡng bức tình dục.
Tự truyện của Nijō không được lưu hành rộng rãi. Lý do có thể là vì chủ nghĩa bè phái chủ trương chia rẽ hoàng tộc, do chân dung Thiên hoàng Go-Fukakusa mà Nijō miêu tả vừa gần gũi vừa mang tính nhân văn. Năm 1940, Yamagishi Tokuhei phát hiện một bản sao duy nhất vào thế kỷ 17 trong số tài sản của Hoàng thất Nhật Bản. Một số lỗ hổng trong Quyển 5 cũng được chú ý. Cuối cùng, tác phẩm được xuất bản vào năm 1950. Một ấn bản khác có chú thích được hoàn thiện vào năm 1966. Có hai bản dịch tiếng Anh:
- Karen Brazell. Lời thú nhận của Phu nhân Nijo. Một cuốn sách của Zenith được xuất bản bởi Arrow Books Ltd., London, 1973. ISBN 0-600-20813-3
- Wilfrid Whitehouse và Eizo Yanagisawa. Câu chuyện của Phu nhân Nijo; Towazugatari: Nhật ký chân thành của một phi tần hoàng gia Nhật Bản thế kỷ mười ba. Tuttle, Rutland, Vt.1974. ISBN 0-8048-1117-2

## Phả hệ

### Tổ tiên
| \| \| \| \| \| \| \| \| \| \| \| 8. Minamoto no Michichika 源 通親 \| \| \| \| \| \| \| \| \| \| \| \| \| \| \| \| \| \| \| \| \| \| \| \| \| \| \| \| \| \| \| \| \| \| \| \| \| \| \| \| \| \| \| \| \| \| \| \| \| \| \| 4. Koga Michiteru 久我 通光 \| \| \| \| \| \| \| \| \| \| \| \| \| \| \| \| \| \| \| \| \| \| \| \| \| \| \| \| \| \| \| \| \| \| \| \| \| \| \| \| \| \| \| \| \| \| \| \| \| \| \| \| \| \| \| \| \| \| \| \| 9. Fujiwara no Hanshi 藤原 範子 \| \| \| \| \| \| \| \| \| \| \| \| \| \| \| \| \| \| \| \| \| \| \| \| \| \| \| \| \| \| \| \| \| \| \| \| \| \| \| \| \| \| \| \| \| \| \| \| \| \| \| \| \| \| \| \| \| \| \| \| 2. Minamoto no Masatada 源 雅忠 \| \| \| \| \| \| \| \| \| \| \| \| \| \| \| \| \| \| \| \| \| \| \| \| \| \| \| \| \| \| \| \| \| \| \| \| \| \| \| \| \| \| \| \| \| \| \| \| \| \| \| \| \| \| \| \| \| \| \| \| 10. Fujiwara no Norimitsu 藤原 範光 \| \| \| \| \| \| \| \| \| \| \| \| \| \| \| \| \| \| \| \| \| \| \| \| \| \| \| \| \| \| \| \| \| \| \| \| \| \| \| \| \| \| \| \| \| \| \| \| \| \| \| \| \| \| \| \| \| \| \| \| 5. Kousuke 督 典侍 \| \| \| \| \| \| \| \| \| \| \| \| \| \| \| \| \| \| \| \| \| \| \| \| \| \| \| \| \| \| \| \| \| \| \| \| \| \| \| \| \| \| \| \| \| \| \| \| \| \| \| \| \| \| \| \| \| \| \| \| 11. \| \| \| \| \| \| \| \| \| \| \| \| \| \| \| \| \| \| \| \| \| \| \| \| \| \| \| \| \| \| \| \| \| \| \| \| \| \| \| \| \| \| \| \| \| \| \| \| \| \| \| \| \| \| \| \| \| \| \| \| 1. Lady Nijō 後深草院二条 \| \| \| \| \| \| \| \| \| \| \| \| \| \| \| \| \| \| \| \| \| \| \| \| \| \| \| \| \| \| \| \| \| \| \| \| \| \| \| \| \| \| \| \| \| \| \| \| \| \| \| \| \| \| \| \| \| \| \| \| 12. Shijo no Tachihira 四条隆衡 \| \| \| \| \| \| \| \| \| \| \| \| \| \| \| \| \| \| \| \| \| \| \| \| \| \| \| \| \| \| \| \| \| \| \| \| \| \| \| \| \| \| \| \| \| \| \| \| \| \| \| \| \| \| \| \| \| \| \| \| 6. Shijo no Takachika 四条 隆親 \| \| \| \| \| \| \| \| \| \| \| \| \| \| \| \| \| \| \| \| \| \| \| \| \| \| \| \| \| \| \| \| \| \| \| \| \| \| \| \| \| \| \| \| \| \| \| \| \| \| \| \| \| \| \| \| \| \| \| \| 13. \| \| \| \| \| \| \| \| \| \| \| \| \| \| \| \| \| \| \| \| \| \| \| \| \| \| \| \| \| \| \| \| \| \| \| \| \| \| \| \| \| \| \| \| \| \| \| \| \| \| \| \| \| \| \| \| \| \| \| \| 3. Dainagon Tenji Chikako 大納言 典侍 近子 \| \| \| \| \| \| \| \| \| \| \| \| \| \| \| \| \| \| \| \| \| \| \| \| \| \| \| \| \| \| \| \| \| \| \| \| \| \| \| \| \| \| \| \| \| \| \| \| \| \| \| \| \| \| \| \| \| \| \| \| 14. \| \| \| \| \| \| \| \| \| \| \| \| \| \| \| \| \| \| \| \| \| \| \| \| \| \| \| \| \| \| \| \| \| \| \| \| \| \| \| \| \| \| \| \| \| \| \| \| \| \| \| \| \| \| \| \| \| \| \| \| 7. \| \| \| \| \| \| \| \| \| \| \| \| \| \| \| \| \| \| \| \| \| \| \| \| \| \| \| \| \| \| \| \| \| \| \| \| \| \| \| \| \| \| \| \| \| \| \| \| \| \| \| \| \| \| \| \| \| \| \| \| 15. \| \| \| \| \| \| \| \| \| \| \| \| \| \| \| \| \| \| \| \| \| \| \| \| \| \| \| \| \| \| \| \| \| \| \| \| \| \| \| \| \| \| \| |                                            |  |  |  |  |  |  |  |  |                                   |  |  |  |
| |                                            |  |  |  |  |  |  |  |  | 8. Minamoto no Michichika 源 通親 |  |  |  |
| |                                            |  |  |  |  |  |  |  |  |                                   |  |  |  |
| |                                            |  |  |  |  |  |  |  |  |                                   |  |  |  |
| |                                            |  |  |  |  |  |  |  |  |                                   |  |  |  |
| | 4. Koga Michiteru 久我 通光                |  |  |  |  |  |  |  |  |                                   |  |  |  |
| |                                            |  |  |  |  |  |  |  |  |                                   |  |  |  |
| |                                            |  |  |  |  |  |  |  |  |                                   |  |  |  |
| |                                            |  |  |  |  |  |  |  |  |                                   |  |  |  |
| | 9. Fujiwara no Hanshi 藤原 範子            |  |  |  |  |  |  |  |  |                                   |  |  |  |
| |                                            |  |  |  |  |  |  |  |  |                                   |  |  |  |
| |                                            |  |  |  |  |  |  |  |  |                                   |  |  |  |
| |                                            |  |  |  |  |  |  |  |  |                                   |  |  |  |
| | 2. Minamoto no Masatada 源 雅忠            |  |  |  |  |  |  |  |  |                                   |  |  |  |
| |                                            |  |  |  |  |  |  |  |  |                                   |  |  |  |
| |                                            |  |  |  |  |  |  |  |  |                                   |  |  |  |
| |                                            |  |  |  |  |  |  |  |  |                                   |  |  |  |
| | 10. Fujiwara no Norimitsu 藤原 範光        |  |  |  |  |  |  |  |  |                                   |  |  |  |
| |                                            |  |  |  |  |  |  |  |  |                                   |  |  |  |
| |                                            |  |  |  |  |  |  |  |  |                                   |  |  |  |
| |                                            |  |  |  |  |  |  |  |  |                                   |  |  |  |
| | 5. Kousuke 督 典侍                         |  |  |  |  |  |  |  |  |                                   |  |  |  |
| |                                            |  |  |  |  |  |  |  |  |                                   |  |  |  |
| |                                            |  |  |  |  |  |  |  |  |                                   |  |  |  |
| |                                            |  |  |  |  |  |  |  |  |                                   |  |  |  |
| | 11.                                        |  |  |  |  |  |  |  |  |                                   |  |  |  |
| |                                            |  |  |  |  |  |  |  |  |                                   |  |  |  |
| |                                            |  |  |  |  |  |  |  |  |                                   |  |  |  |
| |                                            |  |  |  |  |  |  |  |  |                                   |  |  |  |
| | 1. Lady Nijō 後深草院二条                  |  |  |  |  |  |  |  |  |                                   |  |  |  |
| |                                            |  |  |  |  |  |  |  |  |                                   |  |  |  |
| |                                            |  |  |  |  |  |  |  |  |                                   |  |  |  |
| |                                            |  |  |  |  |  |  |  |  |                                   |  |  |  |
| | 12. Shijo no Tachihira 四条隆衡            |  |  |  |  |  |  |  |  |                                   |  |  |  |
| |                                            |  |  |  |  |  |  |  |  |                                   |  |  |  |
| |                                            |  |  |  |  |  |  |  |  |                                   |  |  |  |
| |                                            |  |  |  |  |  |  |  |  |                                   |  |  |  |
| | 6. Shijo no Takachika 四条 隆親            |  |  |  |  |  |  |  |  |                                   |  |  |  |
| |                                            |  |  |  |  |  |  |  |  |                                   |  |  |  |
| |                                            |  |  |  |  |  |  |  |  |                                   |  |  |  |
| |                                            |  |  |  |  |  |  |  |  |                                   |  |  |  |
| | 13.                                        |  |  |  |  |  |  |  |  |                                   |  |  |  |
| |                                            |  |  |  |  |  |  |  |  |                                   |  |  |  |
| |                                            |  |  |  |  |  |  |  |  |                                   |  |  |  |
| |                                            |  |  |  |  |  |  |  |  |                                   |  |  |  |
| | 3. Dainagon Tenji Chikako 大納言 典侍 近子 |  |  |  |  |  |  |  |  |                                   |  |  |  |
| |                                            |  |  |  |  |  |  |  |  |                                   |  |  |  |
| |                                            |  |  |  |  |  |  |  |  |                                   |  |  |  |
| |                                            |  |  |  |  |  |  |  |  |                                   |  |  |  |
| | 14.                                        |  |  |  |  |  |  |  |  |                                   |  |  |  |
| |                                            |  |  |  |  |  |  |  |  |                                   |  |  |  |
| |                                            |  |  |  |  |  |  |  |  |                                   |  |  |  |
| |                                            |  |  |  |  |  |  |  |  |                                   |  |  |  |
| | 7.                                         |  |  |  |  |  |  |  |  |                                   |  |  |  |
| |                                            |  |  |  |  |  |  |  |  |                                   |  |  |  |
| |                                            |  |  |  |  |  |  |  |  |                                   |  |  |  |
| |                                            |  |  |  |  |  |  |  |  |                                   |  |  |  |
| | 15.                                        |  |  |  |  |  |  |  |  |                                   |  |  |  |
| |                                            |  |  |  |  |  |  |  |  |                                   |  |  |  |
| |                                            |  |  |  |  |  |  |  |  |                                   |  |  |  |

### Hậu duệ[5]
1. Với Thiên hoàng Go-Fukakusa (後深草天皇; 28 tháng 6 năm 1243 - 17 tháng 8 năm 1304)
  1. Hoàng tử (1273 - 1274)
2. Với Saionji Sanekane (西 園寺  実兼; 1249 - 21 tháng 10 năm 1322)
  1. Trưởng nữ (1275 - ?)
3. Hoàng tử Shojo (mất năm 1281)
  1. Con trai thứ hai (1281 - ?)
  2. Con trai thứ ba (1282 - ?)

## Trong văn hóa đại chúng
Phu nhân Nijō là một nhân vật trong vở kịch Top Girls của Caryl Churchill.